# Märja
Märja is een plaats in de Estlandse gemeente Tartu (die naast de stad Tartu nog twaalf andere plaatsen omvat), provincie Tartumaa. De plaats heeft 628 inwoners (2021) en heeft de status van groter dorp of ‘vlek’ (Estisch: alevik).
Tot in 2017 lag Märja in de gemeente Tähtvere. In dat jaar werd de landgemeente Tähtvere bij de stadsgemeente Tartu gevoegd.
Märja ligt 1 km ten westen van de stad Tartu.

## Geschiedenis
Märja is genoemd naar een boerderij met de naam Merihärja, gesticht in de 17e eeuw, die vroeger op het terrein van Märja lag. Tot in 1997 hoorde Märja bij het dorp Haage. In dat jaar werd Märja een zelfstandige plaats met de status van alevik, vlek.